# Air Secretary

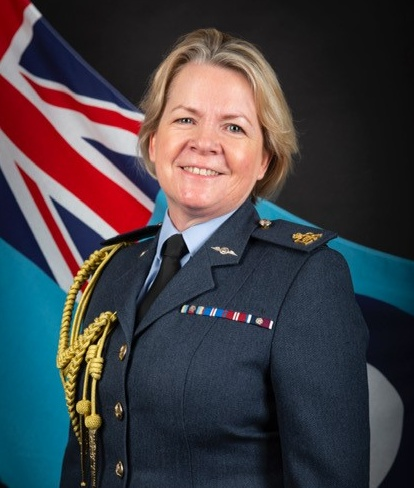
Vice Maresciallo della Royal Air Force Maria Byford QHDS, attuale Chief of Staff Personnel e Air Secretary

Air Secretary e Chief of Staff, Personnel è l'ufficiale della Royal Air Force responsabile d'incarichi, promozioni, spedizioni e disciplina dei membri di grado elevato dell'aeronautica militare britannica. Dal 1978 al 1983 ci si riferiva all'attuale Air Secretary come Air Official Commanding, Royal Air Force Personnel Management Centre". È un incarico della RAF affidato a un ufficiale di grado elevato quale quello di Vice maresciallo dell'aria e nominato dal sovrano. Il suo equivalente nell'Esercito britannico è il Segretario Militare (Military Secretary) e nella Marina militare il Segretario Navale (Naval Secretary).

## Air secretaries
I seguenti ufficiali hanno ricoperto questo incarico:
- 4 febbraio 1957 Maresciallo della Royal Air Force Sir Denis Barnett[4]
- 1º Maggio 1959 Maresciallo Capo della Royal Air Force Sir Theodore McEvoy[5]
- 22 Ottobre 1962 Maresciallo Capo della Royal Air Force Sir William MacDonald[6]
- 14 Luglio 1966 Maresciallo della Royal Air Force Sir Donald Evans[7]
- 7 Dicembre 1967 Maresciallo Capo della Royal Air Force Sir Brian Burnett[8]
- 27 Marzo 1970 Maresciallo della Royal Air Force Sir Gareth Clayton
- 31 Marzo 1972 Maresciallo della Royal Air Force Sir John Barraclough[9]
- 15 Ottobre 1973 Maresciallo Capo della Royal Air Force Sir Derek Hodgkinson[10]
- 28 Febbraio 1976 Maresciallo della Royal Air Force Sir Neville Stack[11]
- 1978 – 1983, vacante
- 1983 Vice Maresciallo Capo della Royal Air Force J B Duxbury
- Dicembre 1985 Maresciallo Capo della Royal Air Force Tony Mason
- 10 Febbraio 1989 Vice Maresciallo della Royal Air Force Robert Honey[12]
- Marzo 1994 Vice Maresciallo della Royal Air Force Robert O'Brien
- August 1998 Vice Maresciallo della Royal Air Force Ian Michael Stewart[13]
- 2003 Vice Maresciallo della Royal Air Force Graham Miller[14]
- Luglio 2004 Vice Maresciallo della Royal Air Force Peter Ruddock[15]
- 22 Maggio 2006 Vice Maresciallo della Royal Air Force S Bryant[16]
- 27 Marzo 2009 Vice Maresciallo della Royal Air Force Michael Lloyd[17]
- Settembre 2011 Vice Maresciallo della Royal Air Force Matthew Wiles
- 2013–2016 Vice Maresciallo della Royal Air Force David Stubbs[18][19]
- Luglio 2016 – Febbraio 2020: Vice Maresciallo della Royal Air Force Chris Elliot[20]
- Febbraio 2020 – Attuale: Vice Maresciallo della Royal Air Force Maria Byford[21]